# 青州副都統
青州副都統，清朝八旗的駐防副都統之一，全稱為鎮守青州等處副都統，是清朝的正二品武官。下轄八旗兵約2500名，是駐紮在山東省的所有八旗兵丁及工匠的最高軍政長官，前身為青州將軍（1729年-1761年）。按清制須由旗人出任該職位，官署設立在山東省的青州府，被稱為「青州副都統衙門」，與分守登萊青整飭海防兼管水利兵備道道員、青州知府一同於此城辦公。後因青州將軍一職統轄兵丁不多，乾隆帝下令予以裁撤，改為設立「青州副都統」，兼辖德州驻防营。
雍正七年（1729年），清廷设青州驻防将军、副都统各1员，下辖协领4员，佐领、防御、骁骑校各16员。包括马甲2000名、步甲400名。雍正十年（1732年）九月二十日，青州满城竣工，青州将军鄂弥达和副都统阿尔呼禅率八旗兵自北京迁入青州。乾隆二十六年（1761年）十一月辛丑，裁撤将军，留「专城副都统」驻防。首任青州副都統為原綏遠城右衛副都統－素玉，駐防八旗由清朝皇帝直屬，平時由位於順天府的「八旗都統衙門」管理，兵部和當地督撫官員都無權管轄指揮。最後一任青州副都統是原正紅旗滿洲協尉-秀昌，辛亥革命时去职也正式宣告這個設立時間達150年的武將職位的終結。

## 收入
順治十三年（1656年），副都統按正從二品議定年俸，俸銀155兩、俸米155斛。雍正五年（1727年）則規定，副都統級別，可以獲得三十五人份的家庭糧食。而後到了乾隆三十三年（1768年）的養廉銀制度中規定了青州副都統的養廉銀為每年白銀500兩。

## 兵制
根據《欽定八旗通志·卷三十五·兵制志四》：

### 青州城
青州城編制合計1928人，駐劄青州府（今山東省青州市）
- 正二品－青州駐防副都統一人
- 正三品－青州駐防城守尉一人
- 從三品－青州駐防協領四人
- 正四品－青州駐防佐領十二人
- 正五品－青州駐防防禦十六人
- 正六品－青州駐防驍騎校十六人
- 筆帖式二人
- 八旗、滿洲、蒙古委前鋒校三十二名
- 前鋒一百六十八名
- 領催六十四名
- 驍騎、鳥鎗驍騎、礮驍騎共一千二百三十六名
- 步兵二百四十名
- 養育兵一百二十名
- 弓匠、鐵匠各八名

### 德州城
德州城編制合計553人，駐劄德州（今山東省德州市）
- 正三品－德州駐防城守尉一人
- 正五品－德州駐防防禦四人
- 正六品－德州駐防驍騎校四人
- 鑲黄、正黄二旗滿洲、蒙古鳥鎗前鋒十二名
- 鳥鎗驍騎一百八十八名
- 領催三十四名
- 驍騎二百六十六名
- 養育兵四十名
- 弓匠、鐵匠各二名

## 歷任青州副都統
自雍正七年（1729年）清廷设立八旗驻防以来，鄂弥达、阿里衮、阿思海、欽拜、額爾圖、西勒捫、錫爾璊、羅山、那彥泰、色爾圖、噶爾錫、色克慎、舍圖肯、達色、額爾德蒙額等15人先后任青州将军，直至乾隆二十六年（1761年）裁撤将军，改专城副都统。
| 任職者   | 任期              | 旗籍             | 接任前官職                           | 卸任後官職               | 備註                                       |
| -------- | ----------------- | ---------------- | ------------------------------------ | ------------------------ | ------------------------------------------ |
| 素玉     | 乾隆26年-乾隆29年 | 滿洲             | 綏遠城右衛副都統                     | 荊州將軍                 |                                            |
| 永瑞     | 乾隆29年-乾隆32年 | 滿洲             | 鑲黃旗滿洲副都統                     | 荊州將軍                 | 清朝宗室                                   |
| 諾倫     | 乾隆32年-乾隆34年 | 滿洲鑲黃旗       | 貴州省古州鎮總兵                     | 綏遠城將軍               |                                            |
| 鐵保     | 乾隆34年          | 滿洲             | 江南省狼山鎮總兵                     | 協同阿思哈辦事，副都統銜 |                                            |
| 德雲     | 乾隆34年-乾隆36年 | 滿洲             | 寧夏右翼副都統                       | 正藍旗滿洲副都統         |                                            |
| 烏什布   | 乾隆36年-乾隆49年 | 滿洲             | 德州城守尉                           | 過世                     |                                            |
| 慶霖     | 乾隆49年-乾隆59年 | 滿洲鑲黃旗       | 黑龍江副都統                         | 寧古塔副都統             |                                            |
| 觀明     | 乾隆59年-嘉慶6年  | 滿洲鑲黃旗       | 察哈爾副都統                         | 察哈爾都統               | 雲騎尉                                     |
| 陽春     | 嘉慶6年-嘉慶10年  | 滿州正白旗       | 鑲藍旗漢軍副都統                     | 福州將軍                 |                                            |
| 那海     | 嘉慶10年-嘉慶16年 | 滿州             | 杭州協領                             |                          |                                            |
| 八十六   | 嘉慶16年-嘉慶23年 | 滿洲鑲白旗       | 西安協領                             | 綏遠城將軍               | 諡號「壯僖」                               |
| 西淩阿   | 嘉慶23年-道光2年  | 滿州正黃旗       | 直隸密雲副都統                       |                          |                                            |
| 長在     | 道光2年           |                  | 吉林協領                             |                          |                                            |
| 祿明     | 道光2年-道光6年   |                  | 西安協領                             | 因病休致                 |                                            |
| 福祥     | 道光6年-道光7年   | 滿洲鑲黃旗       | 鑲白旗蒙古副都統                     | 杭州將軍                 |                                            |
| 國祥     | 道光7年-道光12年  | 滿洲正藍旗       | 寧夏副都統                           | 盛京副都統               | 清朝宗室                                   |
| 英隆     | 道光12年-道光17年 | 滿洲鑲藍旗       | 盛京副都統                           | 廣州副都統               | 清朝宗室、奉恩將軍                         |
| 德珠布   | 道光17年-道光21年 | 滿洲正白旗       | 甘肅永昌協副將                       | 江寧將軍                 | 諡號「襄恪」                               |
| 穆特恩   | 道光21年-道光25年 | 滿洲正白旗       | 烏魯木齊領隊大臣、兼正藍旗蒙古副都統 | 廣州將軍                 | 諡號「勤確」                               |
| 常清     | 道光25年-咸豐6年  | 滿洲正白旗       | 庫車辦事大臣、兼鑲白旗漢軍副都統     | 病故                     |                                            |
| 恩夔     | 咸豐6年-同治7年   | 蒙古鑲黃旗       | 行營翼長兼管行營印房事務             |                          |                                            |
| 春福     | 同治7年-光緒3年   | 滿洲鑲黃旗       | 鑲黃旗漢軍副都統                     | 察哈爾都統               | 三等承恩公                                 |
| 穆圖善   | 光緒3年           | 滿洲鑲黃旗       | 寧夏將軍                             | 察哈爾都統               | 騎都尉，諡號「果勇」                       |
| 托雲布   | 光緒3年-光緒8年   | 滿洲鑲藍旗       | 寧古塔右翼協領                       | 察哈爾都統               | 騎都尉兼一雲騎尉                           |
| 謙禧     | 光緒9年-光緒10年  | 滿洲正紅旗       | 察哈爾都統                           | 熱河都統                 | 署理，清朝宗室、三等輔國將軍、奇成額巴圖魯 |
| 海瑛     | 光緒10年          |                  | 正黃旗漢軍副都統                     | 正黃旗漢軍副都統         | 署理                                       |
| 德克吉訥 | 光緒10年-光緒11年 | 滿洲正藍旗       | 鑲紅旗蒙古副都統                     | 青州副都統               | 署理                                       |
| 德克吉訥 | 光緒11年-光緒19年 | 滿洲正藍旗       | 署理青州副都統、兼鑲紅旗蒙古副都統   | 原品休致                 |                                            |
| 訥欽     | 光緒19年-光緒24年 | 滿洲正白旗       | 盛京內倉監督                         | 盛京副都統               |                                            |
| 錫光     | 光緒24年-光緒25年 | 滿洲正黃旗       | 正藍旗滿洲參領                       |                          | 清朝宗室                                   |
| 噶嚕岱   | 光緒25年-光緒30年 |                  | 正紅旗蒙古副都統                     | 革職                     |                                            |
| 英慈     | 光緒30年-光緒31年 | 滿洲鑲紅旗       | 鑲紅旗漢軍副都統                     | 正藍旗滿洲副都統         | 清朝宗室                                   |
| 文瑞     | 光緒31年-光緒34年 | 滿洲鑲紅旗       | 歸化城副都統                         | 成都副都統               | 二等剛烈男                                 |
| 英瑞     | 光緒34年-宣統3年  | 內務府蒙古正黃旗 | 成都副都統                           |                          |                                            |
| 秀昌     | 宣統3年           | 滿洲鑲紅旗       | 錦州副都統                           |                          |                                            |